# Кегенский арасан
Кегенский арасан — родник на правом берегу реки Кеген в Райымбекском районе Алматинской области Казахстана, почитаемый как целебный. Старое русло родника находится в 20 метрах от современного, определяется наличием вымытых в скале ниш.
Рядом с родником на скале высечены 9 тибетских надписей; там же присутствуют современные автографы. Впервые они были исследованы Н. Н. Пантусовым в 1900 году.
По местным легендам у родника есть охраняющая его хозяйка — Кереке-киси. Она появляется у ручья в белых одеждах в сопровождении белого верблюжонка на заре, совершает омовение и молится до полудня.